# Skrivbord

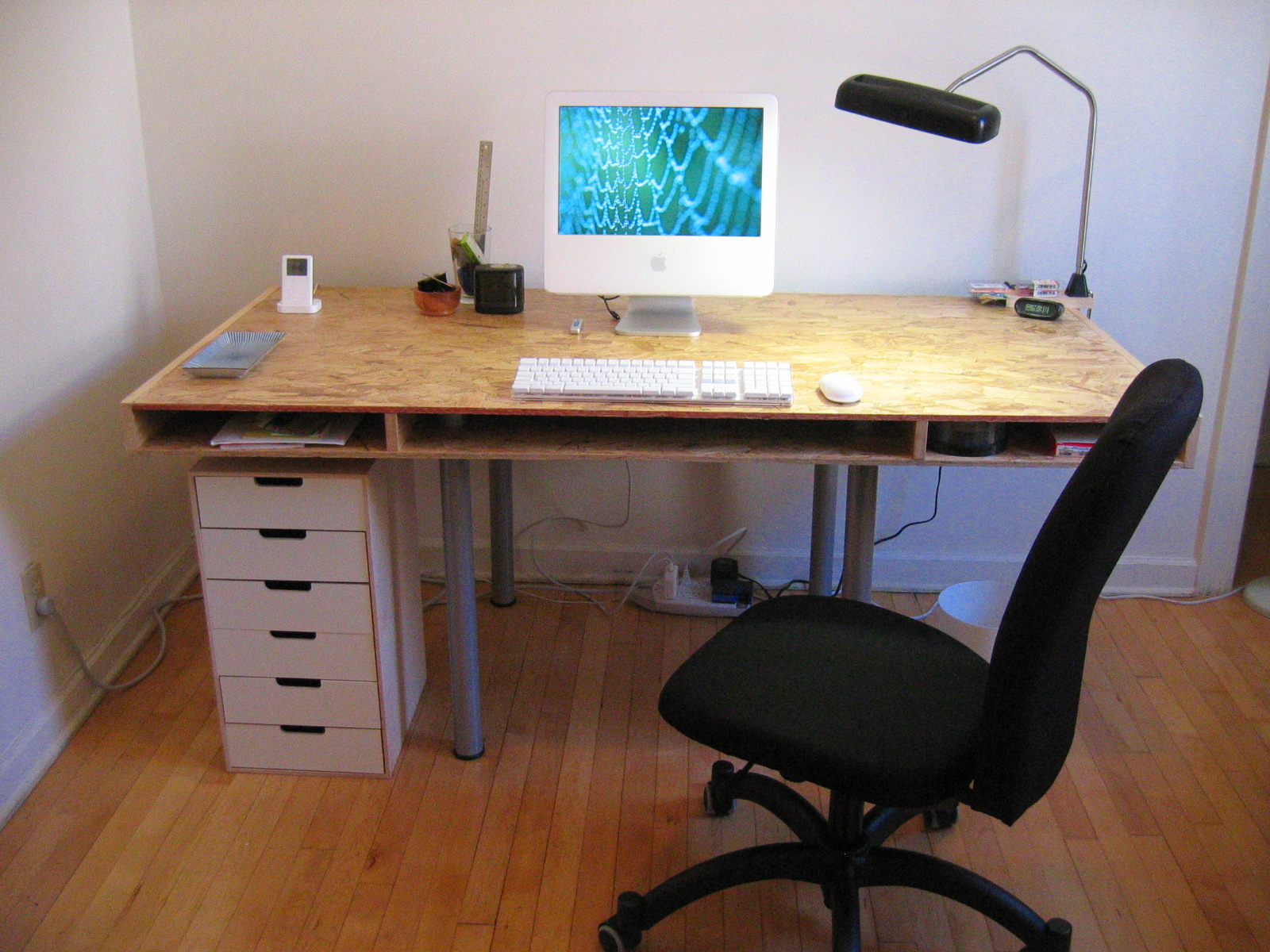
Ett skrivbord.

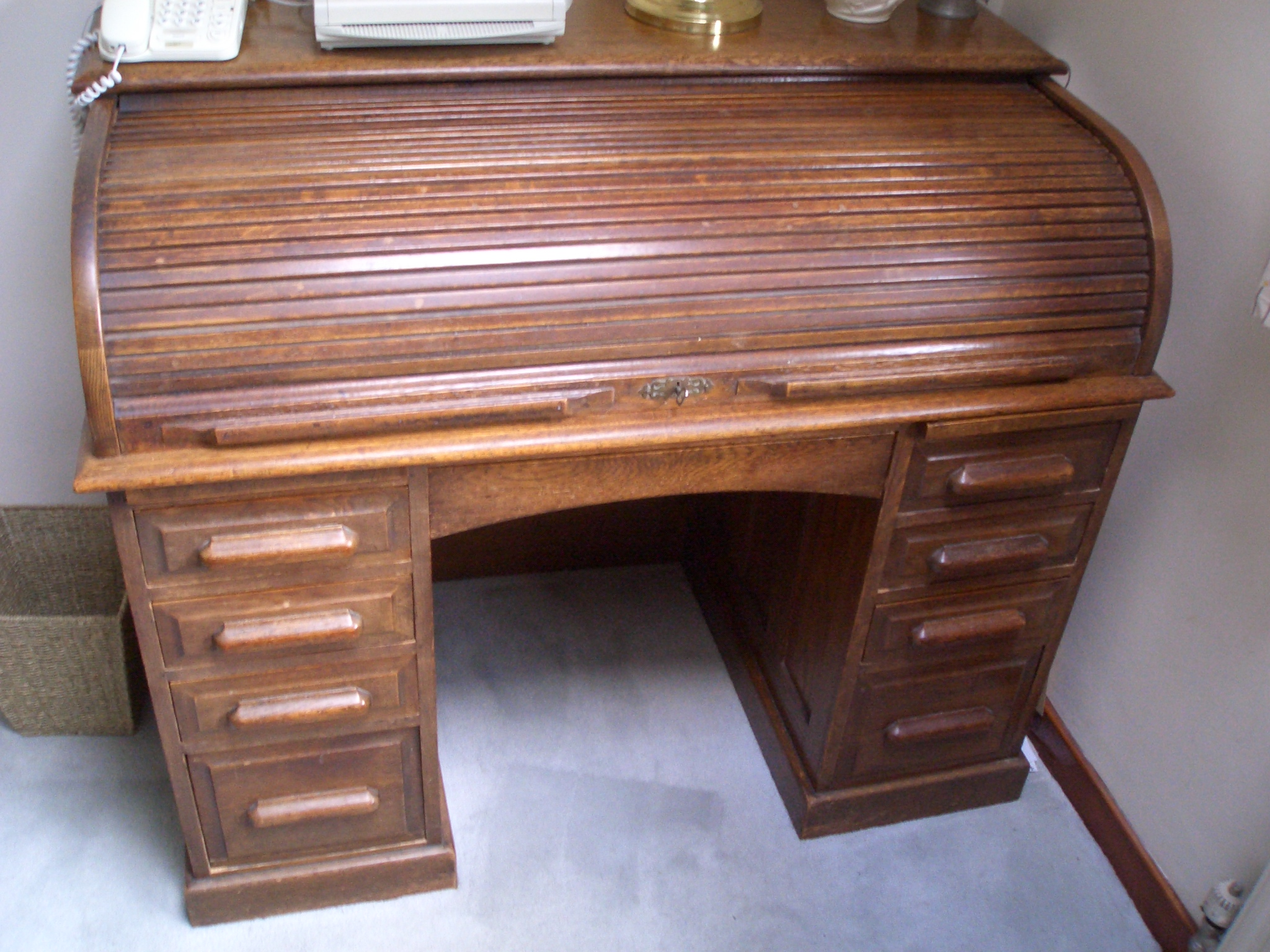
Denna typ av skrivbord kallas rullskrivbord (amerikanskt skrivbord).

Sekretär från 1700- talets mitt.

Skrivbord är en möbel, ett slags bord, lämpligt för kontorsgöromål som läsande eller skrivande, med papper och penna eller vid en dator. Skrivbord har ofta hurtsar med en eller flera lådor.
Ett skrivbord på ett kontor kan bli en statussymbol. Ett stort, dyrt skrivbord mitt i rummet, kontra ett mindre, billigare utmed en vägg, kan vara ett synligt tecken på innehavarens status inom kontoret.

## Sekretär
En sekretär är en skrivmöbel med nedfällbar eller utdragbar skrivskiva eller en skrivmöbel på ben med ett neddragbart rulljalusi som döljer skrivytan och lådor för skrivattiraljer och annat. 
Om skrivmöbeln har flera lådor under skrivskivan, som en byrå, kallas den skrivbyrå, en hög skrivbyrå kallas chiffonjé, en skrivbyrå med snedställd skrivskiva kalla snedklaff eller snedklaffbyrå.
Skrivbyråar med vertikal eller snedställd skrivskiva utvecklades i Italien på 1500- och 1600-talet. Snedklaffbyrån som går tillbaka på samma grundform uppträdde i England i slutet av 1600-talet, varifrån den spreds till bland annat Norden, ungefär samtidigt blev skrivskåpet, en chiffonjé eller snedklaff med skåp ovanför skrivdelen, populärt. Sekretären kom att utvecklas i Frankrike ur äldre italienska möbler på 1730-talet. Chiffonjén utvecklades i sin tur på 1780-talet och blev under 1800-talet mycket populär.
Cylinderskrivbordet har en cylindriskt välvd klaff, vilken kan skjutas ned under skrivytan, och utvecklades i Nordamerika på 1750-talet. Ur denna typ växte det amerikanska skrivbordet fram, en möbel med ekhurtsar och jalusi som i slutet av 1800-talet blev en vanlig kontorsmöbel och då ersatte de äldre skrivpulpeterna som tidigare varit vanliga.

## Pulpet
En annan variant av skrivbordet är skrivpulpeten, ett högt skrivbord eller ett på väggen monterat skrivstöd med lutande skiva, men som även kan vara en lös skrivlåda.